# 米海尔七世
米海尔七世·杜卡斯（希臘語：Μιχαήλ Ζ΄ Δούκας，Mikhaēl VII Doukas；約1050年—1090年），拜占庭帝国皇帝（1071年—1078年在位）。米海尔七世是君士坦丁十世的长子，君士坦丁十世去世时（1067年）由于其年幼，其母亲欧多西亚·玛克勒姆玻利提萨摄政。由于受到军队势力的威胁，尤多西亚被迫嫁给军事将领罗曼努斯，并在1068年被加冕为共治皇帝，即罗曼努斯四世。1071年，罗曼努斯四世在曼齐刻尔特战役中战败，并被塞尔柱突厥人俘虏后，年仅21岁的米海尔被推举为唯一皇帝。米海尔主要依靠其叔叔约翰·杜卡斯和宰相尼基弗里特泽斯辅佐进行统治。统治期间拜占庭发生了严重的经济危机，国内叛乱此起彼伏。1078年，米海尔七世被安纳托利亚军区将军尼基弗鲁斯废黜，进入斯图迪特修道院，后被授予圣职成为以弗所大主教，直至去世。